# Centro de Vida Silvestre Snake Garden
Centro de Vida Silvestre Snake Garden is serpentarium in La Virgen de Sarapiquí in Costa Rica.

## Beschrijving
Centro de Vida Silvestre Snake Garden werd geopend in 2001. Het is in naam een serpentarium met groefkopadders, boa's en toornslangachtigen, maar daarnaast worden ook andere inheemse reptielen zoals schildpadden, spitssnuitkrokodillen, brilkaaimannen en hagedissen gehouden, evenals enkele soorten inheemse kikkers.